# Slunečná (Nízký Jeseník)
Slunečná (německy Sonnenberg) je nejvyšší horou Slunečné vrchoviny, která je součástí Nízkého Jeseníku. Nachází se 2,5 km severovýchodně od obce Dětřichov nad Bystřicí. Horu tvoří spodnokarbonské droby.
Na jihovýchodním svahu se nachází přírodní rezervace Panské louky na ochranu typického společenstva pramenných rašelinných lesů na rozvodí.

## Přístup
Slunečná je turisticky přístupná z několika směrů:
- po červené značce z Dětřichova nebo z Nových Valteřic
- po modré značce z Moravského Berouna